# Out of this world (Tangerine Dream)
Out of this world is een verzamelalbum van Tangerine Dream. Het album werd uitgebracht ter nagedachtenis van TD’s leider Edgar Froese, die 20 januari 2015 overleed. Dat is ook direct de verklaring van de titel; hij is overgaan "naar een andere wereld". Zijn weduwe Bianca Froese-Acquaye zorgde voor de opgenomen stemmige muziek.

## Muziek
Alle muziek uitgevoerd door Edgar Froese, behalve track 6 tevens door Hoshiko Yamane.

| Nr. | Titel                    | Duur  |
| --- | ------------------------ | ----- |
| 1.  | Passing all signs        | 6:14  |
| 2.  | The red blood connection | 4:49  |
| 3.  | Vision of the blue birds | 8:39  |
| 4.  | Trauma                   | 9:27  |
| 5.  | Oracular world           | 4:43  |
| 6.  | Fay watching the moon    | 11:00 |
| 7.  | Ganymede’s kiss          | 4:46  |
| 8.  | L.A. vision              | 12:21 |
| 9.  | The bleeding angel       | 3:56  |
| 10. | Buckebee’s dream         | 10:46 |